# Вальтер, Бианка
Бианка Меркер-Вальтер (нем. Bianca Merker-Walter; род. 31 марта 1990) — немецкая шорт-трекистка, призёр чемпионата Европы 2009, 2010 и 2013 года. Участница зимних Олимпийских игр 2018 года.

## Спортивная карьера
Бианка Вальтер родилась в Дрездене, где и начала кататься на коньки в возрасте 3-х лет. Её мать, Скади Вальтер — участница зимних Олимпийских игр 1984 года по конькобежному спорту. Бабушка была тренером по фигурному катанию и они с сестрой часто имели возможность выходить на лед. В 5 лет она ненадолго занялась детским футболом и подражала своему дедушке, который в течение многих лет был хорошим футболистом в ГДР. В начальной школе была в школьном балете и хоре. В возрасте 9 лет Бианка пришла в шорт-трек и начала тренироваться на базе клуба «EV Dresden» под руководством голландского тренера — Вилмы Бомстры (нидерл. Wilma Boomstra). 
В 2006 году в возрасте 16 лет она стала членом сборной Германии по шорт-треку и дебютировала в сезоне Кубка мира 2006/07 годов в Сагенее. Впервые в том же году участвовала в чемпионате мира среди юниоров в Меркуря-Чук и в многоборье заняла 29-е место, в феврале на чемпионате Германии выиграла бронзу в беге на 500 м и стала 4-й в общем зачёте. Через год на 	Национальном чемпионате Германии среди юниоров заняла 2-е место в личном зачёте многоборья.	
Её лучший результат был на юниорском чемпионате мира в Монреале, где она заняла 27-е место в общем зачёте. Первую медаль на соревновании международного уровня Вальтер выиграла в 2009 году во время чемпионата Европы в Турине. Её команда в эстафете с результатом 4:24.411 заняла 2-е место, опередив соперниц из Нидерландов (4:28.943 — 3-е место), но уступили первенство спортсменкам из Венгрии (4:22.769 — 1-е место).
В январе 2010 года она завоевала золотую медаль в эстафете на чемпионате Европы в Дрездене вместе с Кристин Прибст, Айкой Кляйн и Юлией Ридель. В марте на чемпионате мира в Софии Вальтер осталась на 36-м месте в многоборье и 7-е место на командном чемпионате мира в Бормио. В сентябре выиграла серебряную медаль на чемпионате Германии.
В сезоне 2010/11 годов Бьянка регулярно выходила на Кубке мира в полуфиналы восьми лучших бегунов в индивидуальных дисциплинах на 1000 и 1500 м, а также на чемпионаты Европы. А также вышла в полуфинал эстафетной гонки вместе с подругами по команде на чемпионате Европы в Шеффилде, где команда Германии заняла 4-е место. В 2012 году на европейском чемпионате вновь стала 4-й в эстафете. Чемпионат мира в Шанхае она завершила на 22-м месте в общем зачёте.
Последняя международная медаль в её активе была получена во время чемпионата Европы в Мальмё 2013 года. Немецкие шорт-трекистки в эстафете с результатом 4:18.692 заняли 2-е место, уступив первенство спортсменкам из Нидерландов (4:18.569 — 1-е место), но опередив конкуренток из Польши (4:19.794 — 3-е место). С 2014 по 2017 года она стала трижды чемпионкой Германии в абсолютном зачёте и один раз была второй.
В 2017 году, как одна из немногих немецких бегунов, она получила возможность тренироваться и жить в Голландии полгода, чтобы подготовиться к Олимпиаде с одной из лучших женщин-тренеров в мире.
На зимних Олимпийских играх 2018 Вальтер была заявлена для участия в забеге на 500, 1000 и 1500 м. 13 февраля 2018 года она завершила своё выступление в забеге на 500 метров не пойдя квалификацию (18-е место). В седьмом забеге соревновались Софья Просвирнова (сборная Олимпийских атлетов из России), Яра ван Керкхоф (Нидерланды) и Биянка Вальтер. С результатом 43,541 она финишировала третей и таким образом россиянка и голландка прошли дальше.
В 2019 году Вальтер участвовала в чемпионате Европы в Дордрехте и заняла 6-е место в составе эстафетной команды, а на следующий год чемпионате Европы в Дебрецене поднялась в эстафете на 5-е место. В 2021 году она перенесла операцию на колене и не смогла квалифицироваться на олимпиаду в Пекине.

## Личная жизнь
Бианка Вальтер является комиссаром Федеральной полиции Германии. В 2011 году она окончила школу и стала членом немецкой федеральной полицейской группы по продвижению спорта с 2011 по 2015 год, а также была членом окружного пожарного управления в Дрездене. Увлекается чтением, вейкбордингом, собаками. Замужем за Вилли Меркером.